# Walter Salpeter
Walter Salpeter (* 31. Juli 1902 in Berlin; † 1. Februar 1947 in Mingetschaur) war ein deutscher Jurist und SS-Führer.

## Leben
Salpeter, dessen Vater Kaufmann war, absolvierte nach seiner Schulzeit ein Studium der Rechtswissenschaften an der Universität Berlin und der Universität Halle. Ab 1928 gehörte Salpeter dem Nationalsozialistischen Deutschen Studentenbund an. Nach dem bestandenen ersten juristischen Staatsexamen war Salpeter bei verschiedenen Unternehmen kaufmännisch tätig. Während seiner Referendariatszeit verfasste Salpeter die Dissertation Verbotene und unsittliche Geschäfte im Steuerrecht und promovierte im Juli 1933 zum Dr. jur. Das zweite juristische Staatsexamen bestand Salpeter im September 1934.
Anfang November 1933 wurde Salpeter Mitglied der SS (SS-Nr. 150.729) und später rückwirkend zum 1. Mai 1937 der NSDAP (Mitgliedsnummer 3.958.913). In der SS stieg Salpeter Ende Januar 1944 bis zum SS-Oberführer der Reserve der Waffen-SS auf.
Unmittelbar nach dem Assessorenexamen trat Salpeter als hauptamtlicher Mitarbeiter in den Verwaltungsdienst der SS ein. Ab 1935 war Salpeter als Leiter der Rechtsabteilung und für Fürsorgebelange im SS-Verwaltungsamt in München tätig und machte danach in der Verwaltungshierarchie der SS Karriere. Im Hauptamt Verwaltung und Wirtschaft leite er ab 1939 das Amt III A (Wirtschaft) und wurde Gründungsgesellschafter mehrerer SS-Unternehmen. So auch bei der Deutsche Erd- und Steinwerke GmbH (DEST) im April 1938, wo Salpeter Geschäftsführer wurde. Die DEST unterhielt Steinbrüche in der Umgebung mehrerer Konzentrationslager, in denen tausende KZ-Häftlinge infolge der inhumanen Arbeits- und Versorgungsbedingungen umkamen. Zudem war Salpeter auch Geschäftsführer der Deutsche Ausrüstungswerke GmbH. Mit Gründung der Deutsche Wirtschaftsbetriebe GmbH 1940 nahm der Einfluss Salpeters kontinuierlich ab. Bis zu diesem Zeitpunkt war er wichtigster Mitarbeiter Oswald Pohls in wirtschaftlichen und juristischen Belangen. Im Herbst 1941 schied Salpeter auf eigenen Wunsch aus dem Hauptamt Verwaltung und Wirtschaft aus und wurde bei der Wehrmacht beim Wirtschaftsstab Ost im deutsch besetzten Teil der Sowjetunion eingesetzt. Dort war Salpeter mit der wirtschaftlichen Ausbeutung der besetzten Gebiete befasst. Mitte September 1943 wurde Salpeter wieder Amtsleiter im neu strukturierten Wirtschafts- und Verwaltungshauptamt und leitete das Amt A III (Rechtsamt) in der Amtsgruppe A sowie kommissarisch das Amt W VIII (Sonderaufgaben) der Amtsgruppe W. Diese Funktionen führte Salpeter bis Anfang Mai 1945 aus.
Im Zuge der Schlacht um Berlin geriet Salpeter in sowjetische Kriegsgefangenschaft. Salpeter verstarb krankheitsbedingt im Februar 1947 in einem Lazarett für Kriegsgefangene in der Sowjetunion.